# Kelurahan Sumbersari (administrativ by i Indonesien, lat -8,17, long 113,72)
Kelurahan Sumbersari är en administrativ by i Indonesien.   Den ligger i provinsen Jawa Timur, i den sydvästra delen av landet, 800 km öster om huvudstaden Jakarta.